# Kevin Stott
Kevin Stott (Chino (Californië), 9 juli 1967) is een Amerikaanse voetbalscheidsrechter, die ook internationaal actief is.
Stott stond op de reservelijst voor het wereldkampioenschap voetbal 2006 in Duitsland. Hij floot in de aanloop naar dit eindtoernooi negen kwalificatieduels. Op het WK was hij actief als vierde official.

## Interlands
| Datum             | Wedstrijd                        | Uitslag | Competitie        | Kreeg geel | Kreeg voor de tweede keer geel en dus rood | Weggestuurd |
| ----------------- | -------------------------------- | ------- | ----------------- | ---------- | ------------------------------------------ | ----------- |
| 4 juni 2000       | Mexico – Ierland                 | 2 – 2   | Vriendschappelijk | 1          | 0                                          | 0           |
| 5 februari 2003   | Mexico – Argentinië              | 0 – 1   | Vriendschappelijk | 7          | 0                                          | 0           |
| 13 juli 2003      | Jamaica – Colombia               | 0 – 1   | CONCACAF Gold Cup | 2          | 0                                          | 0           |
| 20 juli 2003      | Colombia – Brazilië              | 0 – 2   | CONCACAF Gold Cup | 4          | 0                                          | 1           |
| 20 augustus 2003  | Colombia – Slowakije             | 0 – 0   | Vriendschappelijk | 1          | 0                                          | 0           |
| 7 september 2003  | Costa Rica – China               | 2 – 0   | Vriendschappelijk | 0          | 0                                          | 0           |
| 19 februari 2004  | Haïti – Turks- en Caicoseilanden | 5 – 0   | WK-kwalificatie   | 3          | 0                                          | 0           |
| 1 april 2004      | Mexico – Costa Rica              | 2 – 0   | Vriendschappelijk | 0          | 0                                          | 0           |
| 13 juni 2004      | Haïti – Jamaica                  | 1 – 1   | WK-kwalificatie   | 2          | 0                                          | 0           |
| 27 juni 2004      | Mexico – Dominica                | 8 – 0   | WK-kwalificatie   | 1          | 0                                          | 0           |
| 5 september 2004  | Guatemala – Costa Rica           | 2 – 1   | WK-kwalificatie   | 6          | 1                                          | 0           |
| 9 oktober 2004    | Honduras – Canada                | 1 – 1   | WK-kwalificatie   | 2          | 0                                          | 0           |
| 18 november 2004  | Mexico – Saint Kitts en Nevis    | 8 – 0   | WK-kwalificatie   | 3          | 0                                          | 0           |
| 22 januari 2005   | Zweden – Zuid-Korea              | 1 – 1   | Vriendschappelijk | 0          | 0                                          | 0           |
| 27 maart 2005     | Guatemala – Trinidad en Tobago   | 5 – 1   | WK-kwalificatie   | 3          | 0                                          | 0           |
| 9 juni 2005       | Mexico – Trinidad en Tobago      | 2 – 0   | WK-kwalificatie   | 5          | 0                                          | 0           |
| 10 juli 2005      | Jamaica – Zuid-Afrika            | 3 – 3   | CONCACAF Gold Cup | 3          | 1                                          | 0           |
| 14 juli 2005      | Guatemala – Zuid-Afrika          | 1 – 1   | CONCACAF Gold Cup | 4          | 0                                          | 0           |
| 4 september 2005  | Panama – Costa Rica              | 1 – 3   | WK-kwalificatie   | 4          | 0                                          | 0           |
| 23 augustus 2007  | Colombia – Mexico                | 3 – 2   | Vriendschappelijk | 3          | 0                                          | 0           |
| 1 juni 2008       | Brazilië – Canada                | 3 – 2   | Vriendschappelijk | 0          | 0                                          | 0           |
| 25 september 2008 | Mexico – Chili                   | 0 – 1   | Vriendschappelijk | 0          | 0                                          | 0           |